# Pancraz Krüger
Pancraz Krüger (* 12. Mai 1546 in Finsterwalde; † 23. Oktober 1614 in Frankfurt (Oder); auch Pancratius Crüger) war ein deutscher Humanist und Pädagoge.

## Leben
Nach kurzer Tätigkeit als Rektor der Braunschweiger Ägidienschule wurde er 1576 bei Gründung der Universität Helmstedt dort Professor der Poesie und lateinischen Sprache.
1580 berief ihn der Rat der Hansestadt Lübeck zum Rektor der Lateinschule des Katharineums. Schon kurz nach seinem Amtsantritt kam es zu einem langwierigen Streit mit dem Superintendenten Andreas Pouchenius dem Älteren. Krüger ging es dabei um seine Unabhängigkeit in pädagogischen Fragen, beispielsweise bei seiner Bevorzugung des Ramismus gegenüber dem bisher gelehrten Melanchthoniasmus. Pouchenius, der Krüger schon aus Braunschweig kannte und maßgeblich an seiner Berufung nach Lübeck beteiligt gewesen war, sah die geistliche Schulaufsicht in Gefahr und kritisierte Krüger öffentlich von der Kanzel. Nachdem 1586 ein Vermittlungsversuch des Marienpastors Michael Rhau gescheitert war, wurde Krüger durch Kirchenzucht vom Abendmahl ausgeschlossen. Gegenüber dem von Crüger eingeschalteten Rat, dem Inhaber des landesherrlichen Kirchenregiments in der Freien Reichsstadt, betonte Pouchenius die Eigenverantwortung der Kirche, konnte sich aber nur teilweise durchsetzen. Krüger wurde nach Einholung eines Gutachtens der Theologischen Fakultät Tübingen zwar entlassen, gleichzeitig jedoch ermahnte der Rat 1588 durch seinen Syndicus Calixtus Schein die Prediger per Dekret zu einer moderaten Anwendung der Kirchenzucht. Maßnahmen der Kirchenzucht wie der Ausschluss vom Abendmahl für Pancraz Krüger dürften nur nach eingehender Rücksprache mit dem Rat verhängt werden. Durch dieses Dekret wurde die geistliche Autonomie in Ordnungsfragen und der Freiraum geistlicher Kritik so gut wie vollständig aufgehoben.
Krüger verließ 1589 Lübeck, wurde Rektor der Lateinschule in Goldberg und schließlich 1594 Professor der griechischen Sprache an der Universität Frankfurt (Oder). 1598/99 hatte er das Rektorat inne.

## Werke
Für eine Gesamtübersicht siehe das Verzeichnis der im deutschen Sprachbereich erschienenen Drucke des 16. Jahrhunderts (VD 16) und das Verzeichnis der im deutschen Sprachraum erschienenen Drucke des 17. Jahrhunderts (VD 17). Neben einer Reihe von Disputationen und Gelegenheitsgedichten zu Hochzeiten und Begräbnissen umfasst Krügers Werk unter anderem:
- Catalogus Episcoporum Halberstadensium. Wolfenbüttel 1578
- Memoriae Clarißimi et Summi viri, Davidis Chytraei Theologi, Philosophi, Historici excellentissimi, Professoris Academ. Rostochiensis … Pie … defuncti, VII. cal. jul. Monumentum. Frankfurt (Oder) 1600